# Kênh Hàng Bàng

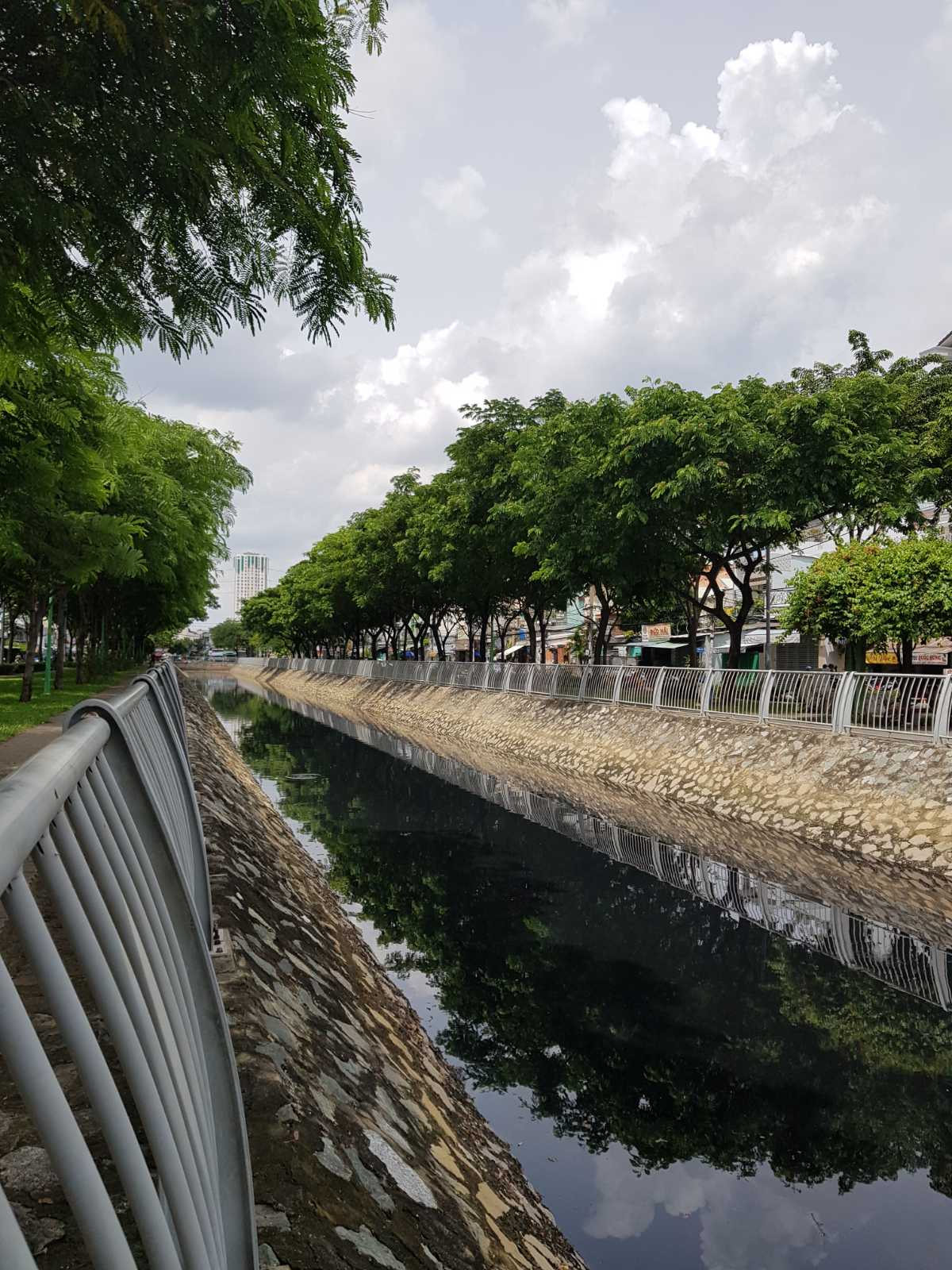
Đoạn Kênh Hàng Bàng đã được khôi phục, nhìn về phía đường Bình Tiên

Kênh Hàng Bàng là một kênh đào trên địa bàn Quận 5 và Quận 6 ở Thành phố Hồ Chí Minh.
Kênh này vốn là một trong những tuyến đường thủy huyết mạch của khu vực Chợ Lớn trước đây. Những năm cuối thế kỷ 20, do kênh bị ô nhiễm nghiêm trọng nên Thành phố Hồ Chí Minh đã cho lắp đặt cống hộp đoạn giữa của kênh. Tuy nhiên, đến năm 2015, chính quyền thành phố quyết định khai thông lại kênh. Đến năm 2022, đã có hai đoạn kênh được khôi phục: một đoạn từ đường Lò Gốm đến đường Bình Tiên và một đoạn từ đường Chu Văn An đến đường Ngô Nhân Tịnh.

## Vị trí
Kênh Hàng Bàng dài 1.830 m, chạy từ kênh Tân Hóa – Lò Gốm (Quận 6) đến đường Vạn Tượng (Quận 5) ngay sau chợ Kim Biên. Từ đây, kênh được nối với kênh Tàu Hủ qua một nhánh kênh ngắn chạy giữa 2 con đường Kim Biên và Vạn Tượng. Kênh Hàng Bàng là kênh đầu tiên tại Thành phố Hồ Chí Minh được khôi phục sau một thời gian bị lấp thành khu dân cư.

## Lịch sử
Ban đầu kênh có tên là kênh Bonard (tiếng Pháp: canal Bonard), được chính quyền thực dân Pháp cho đào trong 4 năm 1889–1893. Đất từ việc đào kênh được dùng để san lấp, xây dựng hai con đường chạy dọc kênh và các đường nhánh. Bên cạnh đó, dự án cũng xây dựng một ụ sửa ghe ở bờ bắc kênh; tuy nhiên đến thập niên 1920, ụ ghe này lại bị san lấp để xây dựng Chợ Lớn mới (chợ Bình Tây).

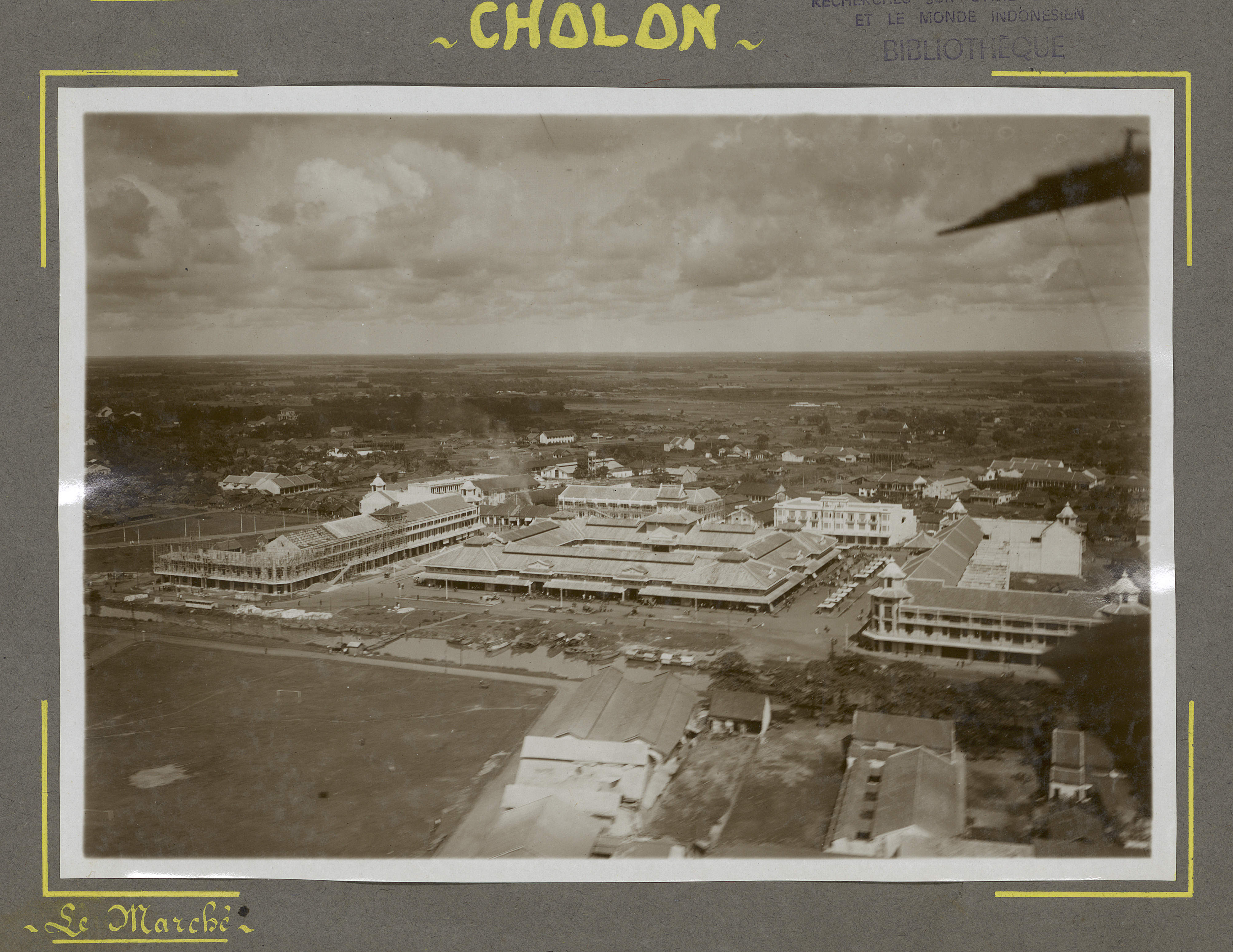
Không ảnh chợ Bình Tây và kênh Hàng Bàng ở mặt sau chợ vào khoảng năm 1930

Người Việt gọi kênh là kênh Hàng Bàng (do hai bên bờ kênh có trồng hàng cây bàng rợp bóng mát) hay rạch Bãi Sậy (theo tên con đường Bãi Sậy cặp theo kênh). Các cây cầu bắc qua kênh cũng lần lượt được người Pháp xây dựng, bao gồm: cầu Bình Tiên (đường Minh Phụng), cầu Phạm Đình Hổ, cầu Palikao (đường Ngô Nhân Tịnh), cầu Gò Công và cầu Ba Cẳng. Trong đó, cầu Ba Cẳng nằm tại ngã ba kênh Hàng Bàng và kênh Quới Đước là cây cầu bộ hành đầu tiên tại Sài Gòn, sở dĩ cầu có tên này là do hình dáng thiết kế của cầu có 3 chân đồng thời cũng là 3 lối bậc thang đi lên.
Cho đến thập niên 1960, kênh Hàng Bàng vẫn tấp nập ghe thuyền vận chuyển hàng hóa đến Chợ Lớn để buôn bán và trao đổi. Tuy nhiên sau đó do chiến tranh nên sản xuất nông nghiệp tại vùng Đồng bằng sông Cửu Long bị ảnh hưởng nặng nề nên kênh Hàng Bàng cũng không còn sầm uất. Bên cạnh đó, dưới thời Việt Nam Cộng hòa do không được quản lý chặt chẽ nên người dân bắt đầu xây nhà lấn chiếm khiến cho lòng kênh bị thu hẹp lại dần, trở thành mương thoát nước thải của khu dân cư hai bên. Năm 2000, do kênh bị ô nhiễm nghiêm trọng nên thành phố cho lắp đặt cống hộp đoạn từ đường Bình Tiên đến đường Phạm Đình Hổ.

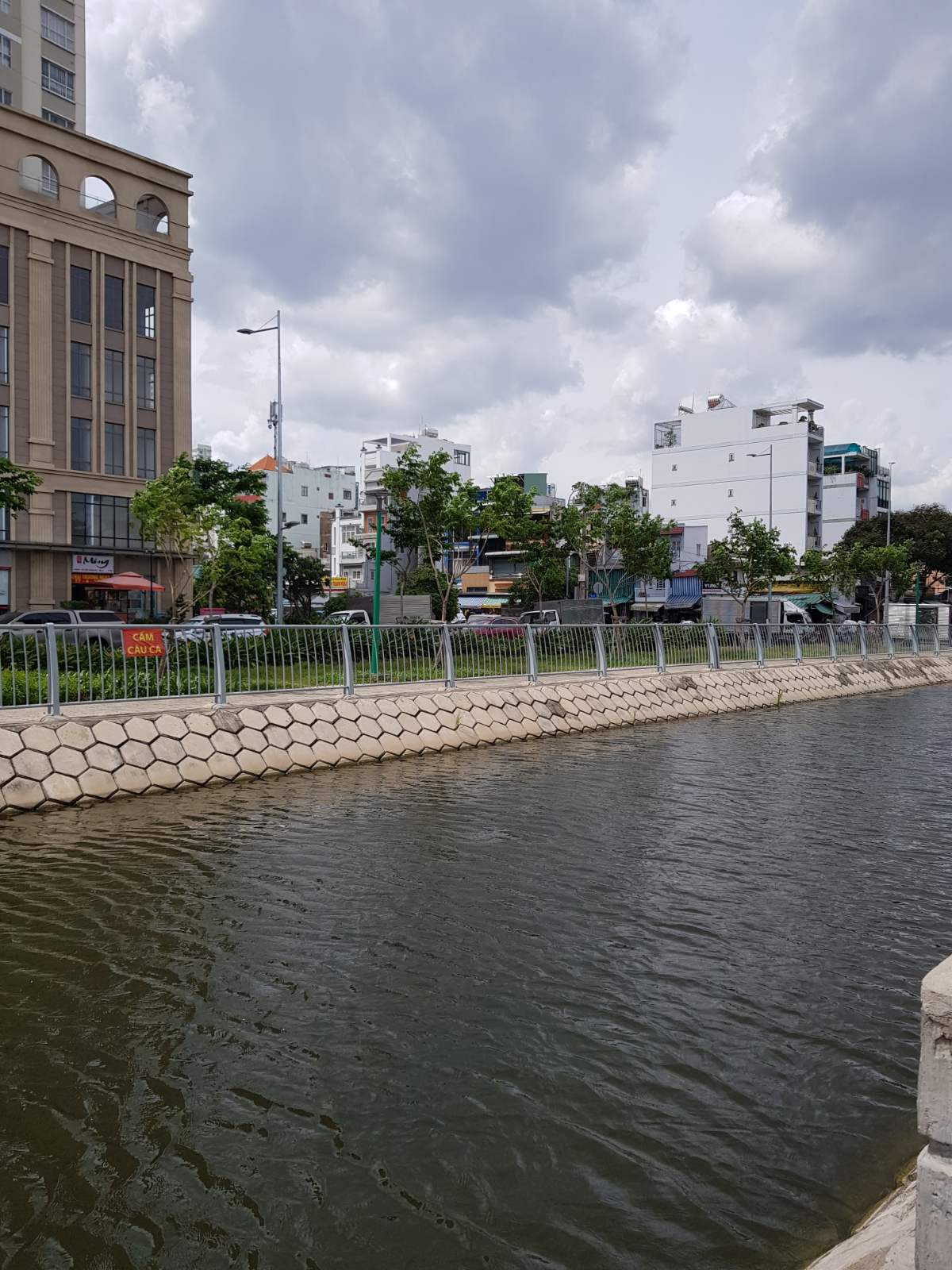
Một đoạn kênh Hàng Bàng đã được khôi phục, nhìn về phía đường Ngô Nhân Tịnh

Năm 2015, thành phố triển khai đào lại toàn bộ kênh để khơi thông dòng chảy, điều tiết nước, chống ngập cho khu vực. Theo kế hoạch, kênh Hàng Bàng được đào rộng 11 m như ban đầu, hai bên làm công viên cây xanh, kinh phí khoảng 2.000 tỷ đồng. Để đào lại kênh, toàn bộ khu nhà nằm giữa đường Bãi Sậy và đường Phan Văn Khỏe với gần 950 hộ dân bị giải tỏa trắng. Giai đoạn 1 của dự án khôi phục hai đầu kênh đã hoàn thành vào năm 2017. Hiện tại dự án đang thi công giai đoạn 2 từ đường Phạm Đình Hổ đến kênh Vạn Tượng, nhưng tiến độ đang bị chậm do vướng giải phóng mặt bằng.